# Pablo (football, juin 1992)
Pour les articles homonymes, voir Pablo.
Pablo Felipe Teixeira dit Pablo est un footballeur brésilien né le 23 juin 1992 à Londrina. Il évolue au poste d'attaquant.

## Biographie
Pablo joue au Brésil, en Espagne et au Japon.
Il inscrit neuf buts en première division brésilienne en 2016 avec l'Atlético Paranaense. Il participe à la Copa Libertadores en 2017 avec cette équipe.

## Palmarès
- Vainqueur du Campeonato Paranaense en 2016 avec l'Atlético Paranaense
- Vainqueur de la Copa Sudamericana en 2018 avec l'Atlético Paranaense